# Bernart d'Auriac
Bernart d'Auriac (fl. finals del segle xiii) fou un trobador occità.

## Vida
No es tenen gaires dades sobre la vida d'aquest trobador i tampoc no se'n conserva cap vida que ens orienti sobre aquest tema. Pel nom, cal suposar que era originari d'Auriac, a l'Avairon, tot i que el cançoner C l'anomena Bernart d'Auriac, mayestre de Bezers i, per tant, deuria estar establert a Beziers. Se'n conserven quatre composicions: una cançó religiosa mariana Be volria de la mellor; un sirventès adreçat a un tal Guilhem Fabre, de difícil identificació, En Guillems Fabres sap fargar; i una altra cançó amorosa.
La composició més interessant és l'intercanvi de cobles que Bernart d'Auriac va iniciar arran de la croada contra Catalunya de 1285. Bernart d'Auriac l'inicia amb dues coblas i una tornada (amb l'estructura mètrica que hagueren de seguir els altres intervinents) on parla metafòricament de les flors (entengui's les flors de lis, emblema de França) que s'escamparan per Aragó. A Bernart d'Auriac li respongué el mateix rei Pere, en una cobla on interpel·la Pere Salvatge, un trobador que estava al seu servei; aquest pren la paraula seguidament, encara reprenent la imatge de les flors i òbviament en favor del rei Pere; i seguidament intervé el comte de Foix Roger Bernat III (pro francès); finalment, un cinquè personatge anònim, en una intervenció de to prou més violent i amenaçador i també pro francesa.

## Obra
- (57,1)[1] Be volria de la mellor (cançó religiosa)
- (57,2) En Guillems Fabres sap fargar (sirventès)
- (57,3) Nostre reys, qu'es d'onor ses par (cobla en l'intercanvi de cobles de 1285)
- (57,4) S'ieu agues tan de saber e de sen (cançó)

### Edicions
- Amos Parducci, Bernart d'Auriac, In: Studi Medievali 6 (1933), pàg. 82-98

### Repertoris
- Alfred Pillet / Henry Carstens, Bibliographie der Troubadours von Dr. Alfred Pillet […] ergänzt, weitergeführt und herausgegeben von Dr. Henry Carstens. Halle : Niemeyer, 1933 [Bernart d'Auriac és el número PC 57]